# André Defline

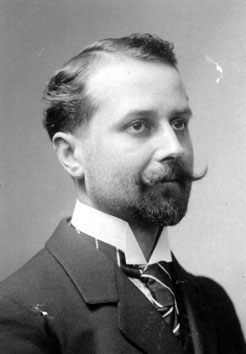
André Defline

André Louis Joseph Ghislain Defline (* 19. April 1876 in Bruay-sur-l’Escaut; † 8. März 1945 in Billy-Montigny) war ein französischer Bergwerksingenieur. Er leitete als Generaldirektor die Mines Domaniales Françaises de la Sarre und dann die Mines de Courrières, das größte Kohleunternehmen Frankreichs.

## Leben
André Defline wurde 1876 Sohn des Ingenieurs und Bürgermeisters Jacques Josef Defline und dessen Ehefrau Noémi (geborene Chappuy) im Département Nord geboren. Bis 1899 besuchte er das Lycée Louis-le-Grand und dann die École polytechnique in Paris. Von 1899 bis 1902 absolvierte er die École des Mines de Paris und beendete das Studium als Bergwerksingenieur. Anschließend arbeitete er von 1902 bis 1912 als Ingenieur in Alès und Valenciennes. Im Jahr 1912 berief man ihn zum „Directeur du Service“ im Ministerium für öffentliche Arbeiten. Im Jahr 1914 erfolgte die Ernennung zum Bergwerksdirektor.
Von 1914 bis 1918 war er während des Ersten Weltkrieges als stellvertretender Leiter der staatlichen Waffenfabrik in Saint-Etienne tätig. Nach dem Krieg war er von 1918 bis 1920 Leiter des Ressorts Bergbau im Ministerium für öffentliche Arbeiten. Nach dem Vertrag von Versailles übernahm Frankreich als Entschädigung für die Zerstörung der Minen in Nordfrankreich die Verwaltung und den Betrieb der Bergwerke im deutschen Saar-Revier. Die Regierung berief Defline 1920 zum Generaldirektor der saarländischen Steinkohlenbergwerke. Von 1930 bis 1945 war er dann als Generaldirektor der Mines de Courrières tätig.
Defline starb 1945 in Billy-Montigny und wurde auf dem Friedhof von Douai bestattet.

## Familie
Defline heiratete am 2. Oktober 1901 in Calais Cécile Delsart. Das Paar hatte zwei Söhne und zwei Töchter.

## Auszeichnungen
- 1917: Ritter der Ehrenlegion
- 1922: Offizier der Ehrenlegion
- 1923: Prix Joseph Labbé[2]
- 1930: Prix Léonard Danel[2]